# Mediji civilnog društva
Mediji civilnog društva („nevladini“ ili „nekomercijalni“ mediji) nazivaju se i mediji zajednice (community media), i konstituišu se kao alternativa javnom medijskom servisu i komercijalnim medijima, kao i društvenim medijima (social media). Karakteriše ih odgovornost prema zajednici i učešće građana, i fokusiraniji su na lokalna pitanja, čime omogućavaju javnu platformu za debatu i diskusiju. Mediji civilnog društva su nezavisni, tačnije, vlasništvo nad njima ima određena zajednica, koja njima i upravlja.

## Karakteristike medija civilnog društva
Kevin Hovli (Kevin Howley) pri definisanju medija civilnog sektora fokusira se na njihovu funkcionalnu ulogu u zajednici, naglašavajući da ona „obuhvata opseg aktivnosti zasnovanih na zajednici koje imaju za cilj da dopune, izazovu ili promene principe rada, strukturu, finansiranje i kulturne forme i prakse koje su povezane sa dominantnim medijima“.
Prema pisanju Miloša Stojkovića, ako se uzme u obzir poreklo sintagme „medij civilnog sektora“, može se zaključiti da je pojam distinktivan i ima za cilj da profiliše svojevrsni „treći medij“, koji je nešto između komercijalnog medija i medija javnog servisa, i koji služi potrebama zajednice (community). Ovakav tip medija ne može se definisati kao komercijalni, jer nije osnovan radi ostvarivanja profita, niti može biti javni medijski servis, jer nije u javnom već u privatnom vlasništvu.
Pojava medija u zajednici često je povezana sa širim društveno-političkim promenama, posebno sa razvojem demokratije i jačanjem civilnog društva. Uspostavljanje medija zajednice jeste pravi izazov u uslovima u kojima su demokratija i zakon na niskom nivou, ili gde se ljudska prava, uključujući i slobodu govora, ne poštuju.
Mediji civilnog sektora izgrađeni su na prepoznavanju činjenice da se ciljevi razvoja mogu efikasnije postići osnaživanjem građana i davanjem glasa onima koji se suočavaju sa siromaštvom ili su u nepovoljnom položaju. Gde god su ovakvi mediji uspostavljeni, postalo je jasno da mogu odigrati specifičnu i ključnu ulogu u podsticanju učešća javnosti, jačanju kulturne i jezičke raznolikosti i davanju glasa siromašnima ili drugačije marginalizovanim grupama.
Prema pisanju Miloša Stojkovića, ako se uzme u obzir poreklo sintagme „medij civilnog sektora“, može se zaključiti da je pojam distinktivan i ima za cilj da profiliše svojevrsni „treći medij“, koji je nešto između komercijalnog medija i medija javnog servisa, i koji služi potrebama zajednice (community). Ovakav tip medija ne može se definisati kao komercijalni, jer nije osnovan radi ostvarivanja profita, niti može biti javni medijski servis, jer nije u javnom već u privatnom vlasništvu.
Pojava medija u zajednici često je povezana sa širim društveno-političkim promenama, posebno sa razvojem demokratije i jačanjem civilnog društva. Uspostavljanje medija zajednice jeste pravi izazov u uslovima u kojima su demokratija i zakon na niskom nivou, ili gde se ljudska prava, uključujući i slobodu govora, ne poštuju.
Mediji civilnog sektora izgrađeni su na prepoznavanju činjenice da se ciljevi razvoja mogu efikasnije postići osnaživanjem građana i davanjem glasa onima koji se suočavaju sa siromaštvom ili su u nepovoljnom položaju. Gde god su ovakvi mediji uspostavljeni, postalo je jasno da mogu odigrati specifičnu i ključnu ulogu u podsticanju učešća javnosti, jačanju kulturne i jezičke raznolikosti i davanju glasa siromašnima ili drugačije marginalizovanim grupama.
Prema podacima UNESCO-a, radio je trenutno najrasprostranjeniji oblik medija u zajednici u zemljama u razvoju jer je jeftin za proizvodnju i pristup, može pokrivati velike oblasti i prevazići nepismenost.

## Rezolucija o medijima zajednice u Evropi
Evropski parlament je 25. septembra 2008. godine doneo Rezoluciju o medijima zajednice (Resolution on Community Media in Europe), gde se mediji zajednice definišu kao „mediji koji su neprofitni i u vlasništvu zajednice ili su odgovorni prema društvu kojem žele da služe. Oni su otvoreni za učestvovanje u kreiranju programa i za upravljanje od strane članova zajednice“.
U ovoj Rezoluciji ističe se da je važna uloga medija civilnog društva jačanje kulturne i jezičke raznolikosti, društvene uključenosti i lokalnih identiteta, identiteta specifičnih društvenih grupa, kao i interkulturalnog dijaloga.
Rezolucijom se naglašava da mediji zajednice moraju da ostanu neprofitni i nezavisni od političkih uticaja, te da budu angažovani u aktivnostima koje se tiču javnog i društvenog interesa, kao i da budu otvoreni za učešće članova određene društvene zajednice.

## Mediji civilnog sektora kao odgovor na političke izazove i izazove medijskog okruženja
U tekstu „Razvijanje ‘trećeg sektora’: Politika medija zajednice u Evropi“ (Developing the „Third sector“: Community Media Policies in Europe) navode se načini na koje mediji zajednice odgovaraju na političke izazove i izazove medijskog okruženja.
- Medijski pluralizam – Mediji zajednice jedan su od mnogih odgovora na zabrinutost povodom rastuće koncentracije medijskog vlasništva, ekonomske i političke kontrole nad glavnim komunikacionim resursima i infrastrukturama i potrebom za različitost sadržaja i mišljenja u medijima. Osiguravajući to da medijska produkcija ne ostane isključivo u rukama velikih institucija, mediji zajednice podsećaju nas da se medijski pluralizam ne odnosi samo na pluralizam sadržaja već i onih koji sadržaj proizvode, kao i vlasnika medija.
- Aktivni građani – Mediji zajednice imaju dugu istoriju aktiviranja građana i olakšavanja njihovog učešća. Osnovni principi ovakvih medija obično se zasnivaju na otvorenosti i učešću, kao i na direktnom uključivanju lokalnih zajednica i marginalizovanih grupa kao što su migranti i mladi. Mediji zajednice stoga su platforme gde se sama pitanja i principi koji čine demokratsko društvo odigravaju, istražuju i doživljavaju.
- Zagovaranje medijskih politika – Zagovornici medija zajednice se pojavljuju kao značajni akteri u reformama medija i nastojanjima da se orijentišu politička okruženja ka demokratskijim normativnim i pravnim okvirima.

Prema oceni Dinka Gruhonjića, mediji zajednice možda mogu da predstavljaju i adekvatan odgovor novinara na sve veću tabloidizaciju medija, senzacionalizam, klikbejt (clickbait) naslove, „alternativne činjenice“, lažne vesti (fake news), cenzuru, autocenzuru, niska primanja, negativan uticaj političara i oglašivača na uređivačke politike...

## Ometajući faktori za funkcionisanje medija civilnog sektora
Ukoliko ne postoji podsticajna društvena atmosfera, funkcionisanje medija civilnog sektora je otežano. Različiti socijalni, ekonomski i politički faktori mogu potencijalno rezultirati značajnim opstrukcijama u razvoju medija u zajednici. Kao agensi koji ometaju ili usporavaju uspostavljanje ili napredak medija civilnog sektora izdvajaju se:
1. Nedostatak političke volje da se zakoni koji se odnose na medije u zajednici modifikuju;
2. Nizak stepen volonterskog angažovanja;
3. Ograničena znanja o ideji medija u zajednici i mogućim koristima iz ovog sektora medija. Društvena svest o tome šta su mediji zajednice veoma je niska u regionu centralne i istočne Evrope;
4. Slab pokret medija u zajednici;
5. Ograničeni državni i nevladini izvori koji se mogu koristiti za podršku medija u zajednici. Region centralne i istočne Evrope, uprkos mnogim pozitivnim ekonomskim promenama, još uvek je daleko iza zapadne ekonomije;
6. Visoke autorske naknade. Postojeće stanice sa nekomercijalnim ciljevima često moraju da se bore sa visokim honorarima za autorska prava. Često ne postoje posebne tarife za takve organizacije;
7. Spektar koji zauzimaju komercijalni i javni sektor. Na radio-talasima ima malo prostora, a slobodne frekvencije nalaze se u neatraktivnim poljima za oglašivače. To otežava pojavu novih entiteta u velikom obimu.[7]

## Deklaracija o ulozi medija zajednice u promociji društvene kohezije i interkulturalnog dijaloga
Komitet ministara Saveta Evrope doneo je 11. februara 2009. godine Deklaraciju o ulozi medija zajednice u promociji društvene kohezije i interkulturalnog dijaloga, u kojoj se mediji zajednice prepoznaju kao posebna vrsta medijskog sektora, različita od javnih medijskih servisa i komercijalnih medija.
U ovom dokumentu naglašava se potreba za kreiranjem zakonskog okvira koji bi omogućio prepoznavanje i razvoj medija trećeg sektora, kao i odgovarajuć način vršenja njihove društvene funkcije.
Poželjno je, navodi se u Deklaraciji, prepoznavanje društvene vrednosti medija u zajednici i ispitivanje mogućnosti izdvajanja sredstava na nacionalnom, regionalnom i lokalnom nivou za podršku sektoru, direktno i indirektno, uzimajući u obzir konkurenciju.
Deklaracija ukazuje i na potrebu za osiguravanjem toga da mediji civilnog sektora nisu u nepovoljnom položaju nakon prelaza u digitalno okruženje.

## Spoljašnje veze
- Održivost medija u zajednici
- Uloga medija zajednice
- Stanje u medijima zajednice u Evropskoj uniji
- Deklaracija Komiteta ministara o ulozi medija u zajednici u promovisanju socijalne kohezije i interkulturalnog dijaloga